# Scaphocalanus angulifrons
Scaphocalanus angulifrons är en kräftdjursart som beskrevs av Sars 1920. Scaphocalanus angulifrons ingår i släktet Scaphocalanus och familjen Scolecitrichidae. Inga underarter finns listade i Catalogue of Life.